# Castle Rock (Colorado)
Castle Rock is een plaats (town) in de Amerikaanse staat Colorado, en valt bestuurlijk gezien onder Douglas County.

## Demografie
Bij de volkstelling in 2000 werd het aantal inwoners vastgesteld op 20.224.
In 2006 is het aantal inwoners door het United States Census Bureau geschat op 39.682, een stijging van 19458 (96,2%).

## Geografie
Volgens het United States Census Bureau beslaat de plaats een oppervlakte van
81,9 km², geheel bestaande uit land.

## Plaatsen in de nabije omgeving
De onderstaande figuur toont nabijgelegen plaatsen in een straal van 24 km rond Castle Rock.